# Rachel and the Stranger

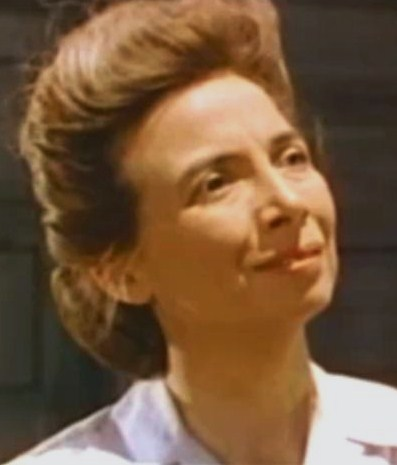
Sara Haden interpretou muitas secretárias e solteironas desmazeladas nas décadas de 1930 e 1940, em filmes da MGM. Entretanto, é mais lembrada pelo papel de Tia Milly na série de Andy Hardy.

Rachel and the Stranger é um filme estadunidense de 1948, do gênero faroeste, dirigido por Norman Foster e estrelado por Loretta Young, William Holden e Robert Mitchum.

## A produção
A RKO lançou o filme às pressas, para capitalizar a súbita notoriedade de Mitchum, adquirida após sua prisão por porte de maconha.
Entre as seis canções compostas para a película por Roy Webb e Waldo Salt, cantadas por Mitchum, citam-se Rachel, Foolish Pride, Summer Song e Tall, Dark Stranger.
A mistura de comédia, drama, ação, belos cenários e música resultaram em um todo agradável, o que fez deste um dos maiores sucessos da RKO no ano, com lucro de 395 000 dólares, em valores da época.

## Sinopse
O fazendeiro David Harvey ficou viúvo e tem um filho pequeno para criar. Ele, então, compra uma esposa, Rachel, para ajudá-lo nas tarefas da casa. Mas o casamento é só de fachada, de vez que Rachel continua a ser tratada como a serva que era em seu antigo lar. Um dia, eles recebem a visita de um amigo de David, o guia Jim Fairways. Jim se derrete de amores por Rachel, o que provoca violenta reação do agora ciumento David, que, por fim, descobre as qualidades da companheira.

## Elenco
| Ator/Atriz     | Personagem      |
| -------------- | --------------- |
| Loretta Young  | Rachel Harvey   |
| William Holden | David Harvey    |
| Robert Mitchum | Jim Fairways    |
| Gary Gray      | Davey           |
| Tom Tully      | Parson Jackson  |
| Sara Haden     | Senhora Jackson |
| Frank Ferguson | Senhor Green    |
| Walter Baldwin | Gallus          |
| Regina Wallace | Senhora Green   |